# Tiro nos Jogos Olímpicos de Verão de 2008 - Fossa olímpica feminino

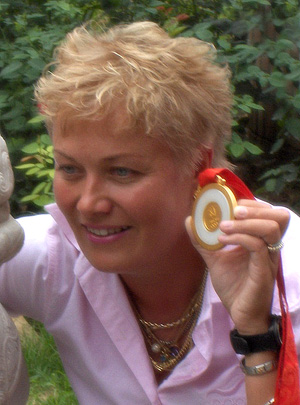
Satu Mäkelä-Nummela, atiradora esportiva finlandesa, medalhista de ouro olímpica em 2008, posando em uma coletiva de imprensa em Pequim durante as Olimpíadas de 2008.

A prova da fossa olímpica feminina do tiro nos Jogos Olímpicos de Verão de 2008 foi disputada no dia 11 de agosto na Arena de Tiro de Pequim. 
Nesta prova, cada atirador faz três séries de 25 disparos em direção a pratos que são lançados com velocidade, sendo que em cada série 10 pratos são lançados da direita, 10 da esquerda e 5 do centro. O atirador pode tentar dois disparos em cada prato. Os seis melhores atiradores se classificam para a final, onde outros 25 pratos são lançados, e cada atirador só pode dar um tiro por prato. Conquista o ouro o atirador que acertar mais pratos dos 100 lançados.

## Medalhistas
| Ouro   | FIN Satu Mäkelä-Nummela |
| Prata  | SVK Zuzana Štefečeková  |
| Bronze | USA Corey Cogdell       |

## Qualificação
| Pos. | Atleta               | CON | 1  | 2  | 3  | Total |
| ---- | -------------------- | --- | -- | -- | -- | ----- |
| 1    | Zuzana Štefečeková   | SVK | 24 | 21 | 25 | 70    |
| 2    | Satu Mäkelä-Nummela  | FIN | 24 | 23 | 23 | 70    |
| 3    | Elena Struchaeva     | KAZ | 21 | 24 | 24 | 69    |
| 4    | Corey Cogdell        | USA | 23 | 23 | 23 | 69    |
| 5    | Daina Gudzinevičiūtė | LTU | 23 | 24 | 22 | 69    |
| 6    | Yukie Nakayama       | JPN | 22 | 23 | 22 | 67    |
| 7    | Deborah Gelisio      | ITA | 20 | 23 | 23 | 66    |
| 8    | Susanne Kiermayer    | GER | 22 | 21 | 22 | 65    |
| 9    | Irina Laricheva      | RUS | 20 | 22 | 22 | 64    |
| 10   | Nadine Stanton       | NZL | 19 | 22 | 22 | 63    |
| 11   | Susan Nattrass       | CAN | 22 | 23 | 18 | 63    |
| 12   | Liu Yingzi           | CHN | 23 | 22 | 18 | 63    |
| 13   | Delphine Racinet     | FRA | 18 | 20 | 24 | 62    |
| 14   | Stacy Roiall         | AUS | 22 | 17 | 23 | 62    |
| 15   | Daniela Del Din      | SMR | 20 | 21 | 21 | 62    |
| 16   | Charlotte Kerwood    | GBR | 18 | 23 | 17 | 58    |
| 17   | Diane Swanton        | RSA | 18 | 21 | 18 | 57    |
| 18   | Pak Yong-hui         | PRK | 15 | 19 | 22 | 56    |
| 19   | Lee Bo-na            | KOR | 21 | 15 | 19 | 55    |
| 20   | Gaby Ahrens          | NAM | 18 | 14 | 20 | 52    |

## Final
| Pos.              | Atleta                   | Qual. | Final | Total | Desempate |
| ----------------- | ------------------------ | ----- | ----- | ----- | --------- |
| Medalha de ouro   | FIN Satu Mäkelä-Nummela  | 70    | 21    | 91    |           |
| Medalha de prata  | SVK Zuzana Štefečeková   | 70    | 19    | 89    |           |
| Medalha de bronze | USA Corey Cogdell        | 69    | 17    | 86    | 1         |
| 4                 | JPN Yukie Nakayama       | 67    | 19    | 86    | 0/1       |
| 5                 | LTU Daina Gudzinevičiūtė | 69    | 17    | 86    | 0/0/2     |
| 6                 | KAZ Elena Struchaeva     | 69    | 17    | 86    | 0/0/1     |